# Sciapus bilobus
Sciapus bilobus är en tvåvingeart som först beskrevs av Van Duzee 1929. Sciapus bilobus ingår i släktet Sciapus och familjen styltflugor.
Artens utbredningsområde är Panama. Inga underarter finns listade i Catalogue of Life.